# Reinhold Mack
Reinhold Mack, Mack (ur. 1949) – niemiecki producent muzyczny i inżynier dźwięku, znany głównie ze współpracy z grupami Queen i Electric Light Orchestra.

## Dyskografia
Albumy wyprodukowane lub współprodukowane przez Macka:
- Queen: The Game (1980)
- Queen: Flash Gordon (1980)
- Sparks: Whomp That Sucker (1981)
- Sparks: Angst In My Pants (1982)
- Queen: Hot Space (1982)
- Queen: The Works  (1984)
- Roger Taylor: Strange Frontier (1984)
- Freddie Mercury: Mr. Bad Guy (1985)
- Queen: A Kind of Magic (1986)
- Heavy Pettin: Lettin Loose (1987; producenci Brian May i Mack)
- Extreme: Extreme (1989)
- Bonfire: Knock Out (1991)
- Black Sabbath: Dehumanizer (1992)
- SBB: New Century (2005)
- SBB: Za linią Horyzontu (2016)

Albumy przy których pracował jako inżynier dźwięku:
- Electric Light Orchestra: Face the Music (1975)
- Electric Light Orchestra: A New World Record (1976)
- Electric Light Orchestra: Out of the Blue (1977)
- Electric Light Orchestra: Discovery (1979)
- Electric Light Orchestra: Xanadu (1980)
- Electric Light Orchestra: Time (1981)
- Electric Light Orchestra: Balance of Power (1986)
- Sweet: Give Us a Wink (1976)
- Brian May & Friends: Star Fleet Project (1983, Mini Album; zmiksowany przez Macka)
- Queen: Live Magic (1986; nagrany przez Macka i Davida Richardsa
- Queen: Live at Wembley ’86 (1992; nagrany przez Macka)